# 何希曾
何希曾，清朝人，是一名清朝政治人物。
何希曾曾于1908年接替陈守晸任崇明县知县一职，1909年由沈潮接任。